# Церква Воздвиження Чесного Хреста Господнього (Нараїв)
Церква Воздвиження Чесного Хреста Господнього в Нараїві — парафія і храм греко-католицької громади Бережанського деканату Тернопільсько-Зборівської архієпархії Української греко-католицької церкви в селі Нараїв Тернопільського району Тернопільської области.
Оголошена пам'яткою архітектури місцевого значення.

## Історія церкви
Парафія в Нараєві була заснована у 1830 році. Храм збудували за фінансової підтримки магнатів Потоцьких, а головним будівничим був Міхал Козачек.
Церкву освятили у 1833 році. Імена автора іконостасу та розписів не збереглися, але у 1970–1975 роках їх оновили та позолотили.
Парафія належала до УГКЦ до 1946 року, а з 1991 року знову повернулася в її лоно. Храм діє вже понад 180 років, з них 137 — у структурі УГКЦ.
У 1993 році парафію відвідав владика Зборівської єпархії Михаїл Колтун.
При парафії діють Вівтарна дружина, Марійська дружина, а також спільноти «Матері в молитві» та «Почитателів Найсвятішого Серця Христового».
На території села розташовані численні пам'ятки: хрести на кожній вулиці, насипана могила на «Кулібах», фігура Матері Божої біля церкви, хрест тверезості, хрест на честь незалежності України та фігура святого Архистратига Михаїла.
У власності парафії є проборство.

## Парохи
- о. Іполит Макагонський (1885—1890),
- о. Іван Дидик (1890—1927),
- о. Микола Вергун (1927—1941),
- о. Семен Чепіль (1941—1944),
- о. Володимир Шанайда (1946—1956),
- о. Ярослав Кінах (1959—1998),
- о. Зеновій Багрій (1998—2004),
- о. Михайло Бугай (2004),
- о. Руслан Корнят (2004—2008),
- о. Олег Дідух (2008—2011),
- о. Василь Мартинців (з 2011).